# Brumptomyia bragai
Brumptomyia bragai är en tvåvingeart som beskrevs av Mangabeira Fo O., Sherlock I. A. 1961. Brumptomyia bragai ingår i släktet Brumptomyia och familjen fjärilsmyggor. Inga underarter finns listade i Catalogue of Life.